# Сызранский кремль
Сы́зранский кремль — историческое ядро Сызрани. Расположено на Кремлёвском холме у слияния рек Волги, Сызранки и Крымзы, в самом начале улицы Советской.

## История

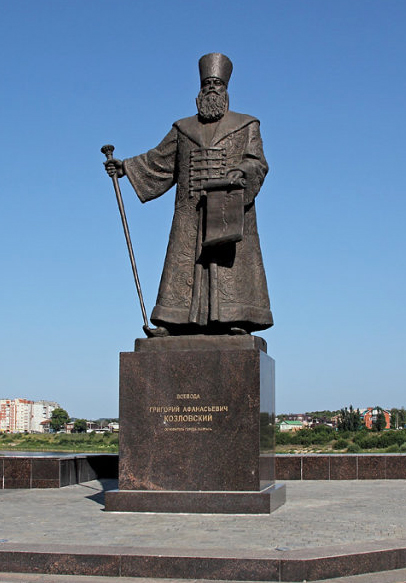
Памятник князю Козловскому в Сызрани

Торговые ряды и Спасская башня. Фото конца XIX или начала XX века.

Город-крепость Сызрань основан в 1683 году воеводой князем Григорием Козловским, по одному из самых ранних указов царя Петра и Ивана Алексеевичей. В то время Россия продолжала расширяться на юго-восток, и для обеспечения безопасности торговых путей требовались города-крепости. Козловскому было поручено лично набрать полк служилых людей, двинуться с ним к Самарской луке и заложить крепость на реке Сызранке. Козловский выбрал самое возвышенное место в междуречье Сызранки и Крымзы, где было древнее, возможно булгарское, городище. Переселенцы из Казани, Тетюшей и Чебоксар основали вокруг кремля несколько слобод, которые были обнесены двойной линией надолб, позже заменённой острогом с башнями и воротами.
Во время восстания Пугачёва Сызрань сыграла роль одого из опорных пунктов правительственных войск. Во второй половине XVIII века деревянные укрепления Сызранского кремля окончательно сгнили и развалились. Остатки земляных укреплений  были снесены на рубеже XVIII—XIX веков при перестройке города по новому регулярному плану.

## Описание
Деревянная крепость представляла в плане неправильный многоугольник, обнесённый сосновой рубленой стеной, с семью (по другим сведениям, пятью — «По городу 5 башен, в том числе 2 башни проезжие») башнями по углам. Периметр стен составлял около 618 м. Рубленая ограда стояла на каменном цоколе высотой около 1 м, который представлял, вероятно, остатки стен булгарской или золотоордынской крепости. С напольной стороны перед стеной был выкопан ров и насыпан невысокий (около 1 м) вал длиной 247 м, на котором были поставлены туры и «кладен камень». В XVIII веке стены кремля со стороны реки Сызрань стали обваливаться и были заменены острогом. На месте деревянных проездных ворот была возведена надвратная кирпичная Спасская церковь. Внутри кремля находились церковь Рождества Христова, воеводский двор, канцелярия, пороховой погребр и другие казённые постройки.
Ныне от Сызранского кремля, изначально деревянного и имевшего четыре деревянных и одну каменную башню, сохранилась только каменная Спасская башня, признанная объектом культурного наследия федерального (общероссийского) значения. Спасская башня сначала была воротной, но затем её переделали и устроили внутри церковь во имя Спаса Нерукотворного. Участвовала в боевых действиях только однажды — была захвачена войсками Емельяна Пугачёва. В настоящее время внутри башни находится музей Сызранского кремля. Архитектурно башня представляет собой восьмерик на четверике, высота её 27 м, внутри интересен шатровый свод. Сверху располагается звонница, причём здесь исполняются колокольные концерты в 11 ч утра местного времени. Перед Спасской башней находится небольшая аллея, усаженная цветами.
На территории кремля сохранилась церковь Рождества Христова, построенная в 1717 году и перестроенная в стиле московского средневекового зодчества в 1730-х, а также мемориальный комплекс в честь павших воинов, сделанный с большим архитектурным тактом, так, что со старинными строениями не дисгармонирует.